# Apimela heteroclita
Apimela heteroclita – gatunek chrząszcza z rodziny kusakowatych i podrodziny rydzenic.
Gatunek ten opisał po raz pierwszy w 1996 roku Roberto Pace na łamach „Revue suisse de Zoologie”. Jako lokalizację typową wskazano Nairobi w Kenii.
Chrząszcz o błyszczącym, wydłużonym w zarysie ciele długości 2,2 mm. Głowa jest brązowa, o zatartym siateczkowaniu i niewyraźnym punktowaniu. Czułki mają człony pierwszy i drugi rudobrązowe, a człony pozostałe brązowe. Rudobrązowe przedplecze jest wyraźnie siateczkowane i z zatartym ziarenkowaniem. Brązowe pokrywy mają nieco zaostrzone ziarnistości i wyraźne siateczkowanie. Barwa odnóży jest żółta. Odwłok jest brązowy z trzema pierwszymi urotergitami rudobrązowymi. Genitalia samca różnią się od tych u podobnej A. subparallela tęższej budowy edeagusem.
Owad afrotropikalny, znany wyłącznie z Kenii.